# KV26
A KV26, no Vale dos Reis em Egito, foi visitada por James Burton e por Victor Loret.
Nada se sabe sobre seu(s) ocupante(s), porém, acredita-se que seja uma tumba da décima oitava dinastia pela sua arquitetura similar à tumbas de outros períodos. Embora seja muito pequena, com um total de 12 metros, ela não foi totalmente escavada ou estudada.